# Nain Singh
Nain Singh (नैन सिंह) – jeden z pierwszych hinduskich szpiegów w służbie brytyjskiej. Najistotniejszą wyprawę odbył w przebraniu mnicha buddyjskiego do stolicy Tybetu Lhasy na podstawie której sporządził mapę dużej części Tybetu. Jego mapy służyły przez blisko pół wieku jako jedyne rzetelne źródło informacji na temat tego rejonu.

## Życiorys
Został zwerbowany przez Thomasa G. Montgomerie w 1863 roku do służby w Indyjskim Instytucie Kartografii w Dehradun, stolicy stanu Uttarakhand w Indiach. Tam odbył 2-letnie intensywne szkolenie szpiegowskie. W roku 1865 opuścił Dehradun i udał się w kierunku Tybetu. Celem podróży było sporządzenie mapy trasy do stolicy Tybetu Lhasy i zbadanie życia politycznego i społecznego tego miasta. Przebrany był za buddyjskiego mnicha, jednakże jego różaniec buddyjski składał się ze 100 a nie 108 paciorków. Miało to ułatwić wykonanie pomiarów odległości za pomocą zliczenia kroków. Również młynek modlitewny był przerobiony w sposób umożliwiający przechowywanie w nim notatek. Dzięki przebraniu mnicha, po kilku miesiącach podróży dotarł do Tashilhumpo, gdzie spotkał Panczenlamę. Jednakże dzięki młodemu wiekowi Lamy nie został zdemaskowany i udał się do celu swej podróży, Lhasy. Tam spędził kilka miesięcy, ocierając się o śmierć (jego prawdziwa tożsamość została odkryta przez przypadkowo spotkanych kupców z Kaszmiru) – cudzoziemcy bez zezwolenia pobytu byli skazywani na śmierć. Po tym wydarzeniu wykorzystał pierwsza nadarzająca się okazję, żeby wyruszyć w drogę powrotną. Po kilku miesiącach powrócił do Dehradun, gdzie na podstawie zebranych przez niego danych Indyjski Instytut Kartografii sporządził pierwsza mapę Tybetu. W następnej wyprawie (1867), Singh zbadał zachodni Tybet. W sumie odbył trzy wyprawy do Tybetu – ostatnia wiodła z Leh w północnym Kaszmirze do Pekinu, do którego ostatecznie nie dotarł, ponieważ – po dwudniowym pobycie w Lhasie – został zdemaskowany i musiał ratować się ucieczką. Schwytany w drodze powrotnej do Indii, spędził prawie rok w więzieniu z którego zbiegł w lutym 1876 roku.
W uznaniu swoich zasług został wpisany jako pierwszy nie-Europejczyk na listę członków Królewskiego Towarzystwa Geograficznego w Londynie.